# Youssef Idilbi
Youssef Sjoerd Idilbi (7 de mayo de 1976 – Ámsterdam, 15 de mayo de 2008) fue un actor holandés.

## Biografía
Hijo de una madre frisia y padre palestino, Idilbi fue uno de los primeros actores de descendencia íntegramente extranjera en los Países Bajos. Además, confesó su homosexualidad cuando tenía 14 años.
Idilbi estudió teatro en Groninga y Amsterdam. Su debut en televisión llegó en 1999, con el papel de Abdullah Yildirem en la serie Westenwind. También trabajó en Russen (2001–2002),Onderweg naar morgen (2002–2003), y Dankert en Dankert.
Idilbi se suicidó el 15de mayo de 2008 al lanzarse del tejado de la Escuela de Teatro de Ámsterdam.